# Standart (Yate imperial ruso)
El Standart II  fue una embarcación tipo clíper, de recreo y representación de uso exclusivo del zar Nicolás II y perteneciente a la Armada Imperial Rusa. Fue considerado uno de los más hermosos yates tipo crucero de su época y era el navío privado más grande de entonces.

## Historial
Era de uso habitual que los gobernantes europeos del siglo XIX (además de Estados Unidos) y principios del XX tuvieran como norma poseer embarcaciones de representación y protocolo para fines de recreo y encuentros oficiales.
El Standart II fue el último yate del Imperio ruso y su nombre fue heredado del yate de propulsión a ruedas de paleta, Standart I que operó entre 1857 y 1892 al servicio de Alejandro II de Rusia y su hijo y sucesor Alejandro III de Rusia. Se convertiría en el yate predilecto de Nicolas II.

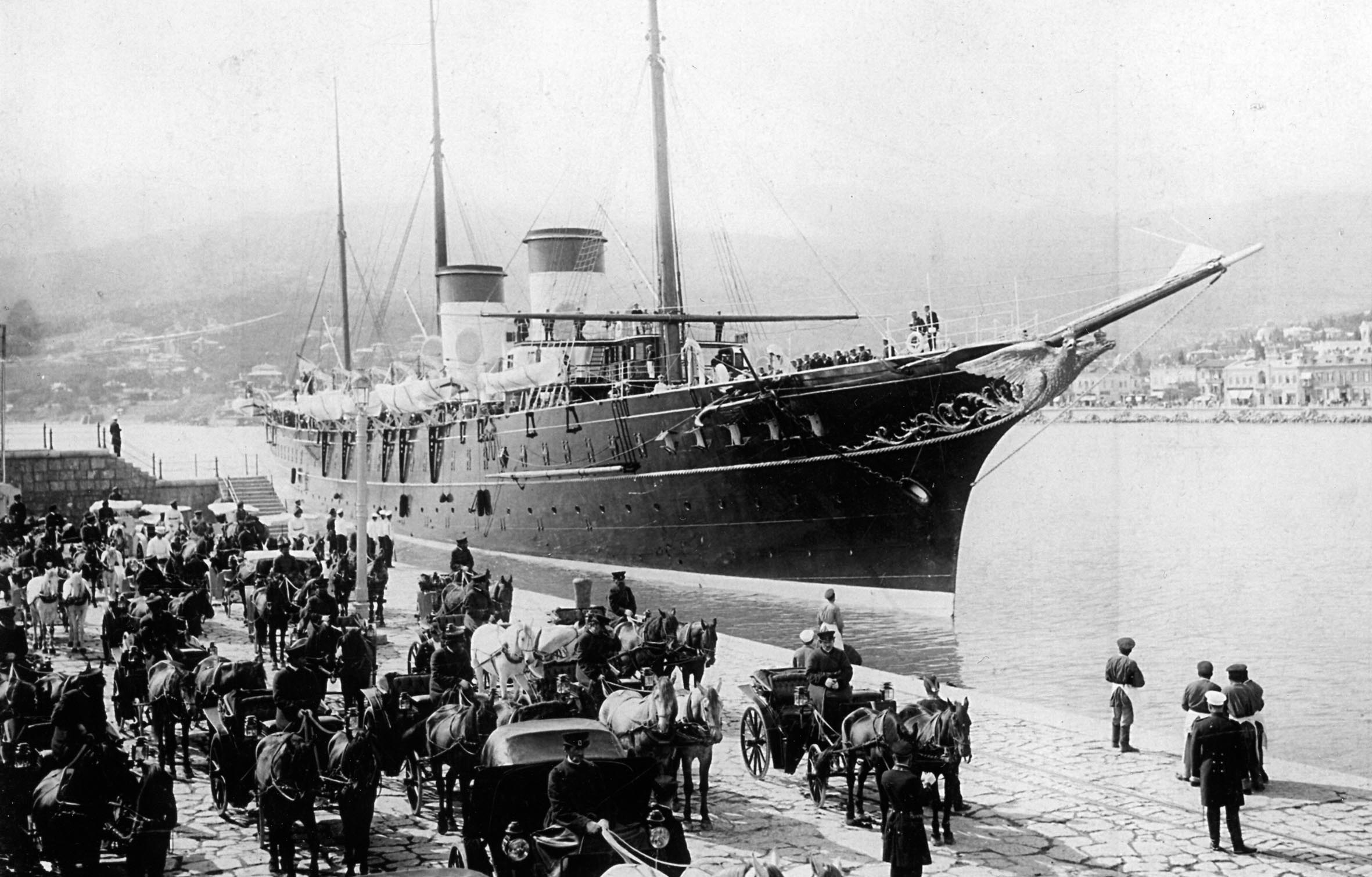
El yate Standart en Yalta.

El Yate Standart II se ordenó y construyó en reemplazo del yate crucero imperial usado por Alejandro III, el Polyárnaya zvezdá (Estrella Polar) ordenando su construcción a los famosos astilleros daneses Burmeister & Wain, quienes se especializaban en embarcaciones de lujo para gobiernos de la época.
La prematura muerte de Alejandro III impidió que lo usase siendo heredado por defecto por su hijo, el nuevo zar Nicolás II, último zar del Imperio ruso quien había ya encargado su propio yate de recreo y representación llamado Alexandría II el cual se mantendría haciendo solo el trayecto Peterhof-Kronstadt.
Fue utilizado por la familia imperial rusa para fines de cruceros de verano, visitas protocolarias de Estado y ocasionalmente en encuentros entre gobernantes.
En tiempos de verano, solía llevar a Nicolás II, su esposa e hijos a las costas finesas, a Inglaterra (isla de Wight), Rumanía y Alemania (Damstard).

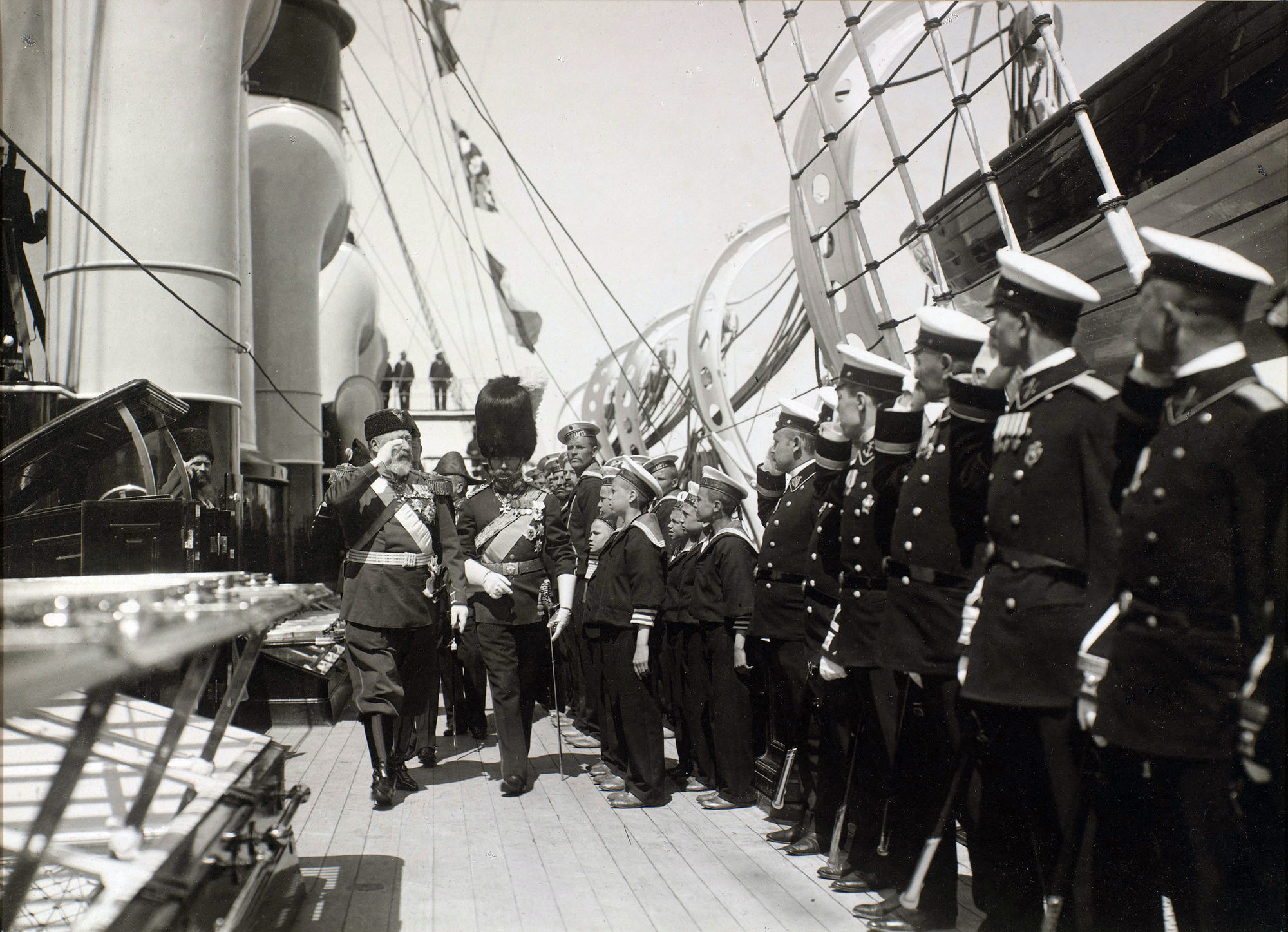
Revista del rey Eduardo VII del Reino Unido y el Zar Nicolás II a bordo del Standart (1908)

La tripulación estaba cuidadosamente seleccionada y entrenada para el servicio especial al zar, la oficialidad estaba compuesta por el comandante-piloto, almirante Nílov, el capitán Zelenetski y el oficial administrativo, almirante Lomen. El Zar excepcionalmente compartía con la tripulación en forma cercana y estos se incorporaban a las actividades recreacionales con la familia imperial. De la marinería, la zarina seleccionó a Andréi Derevenko y Clementy Nagorni como custodios (niñeros) del zarévich Alekséi.

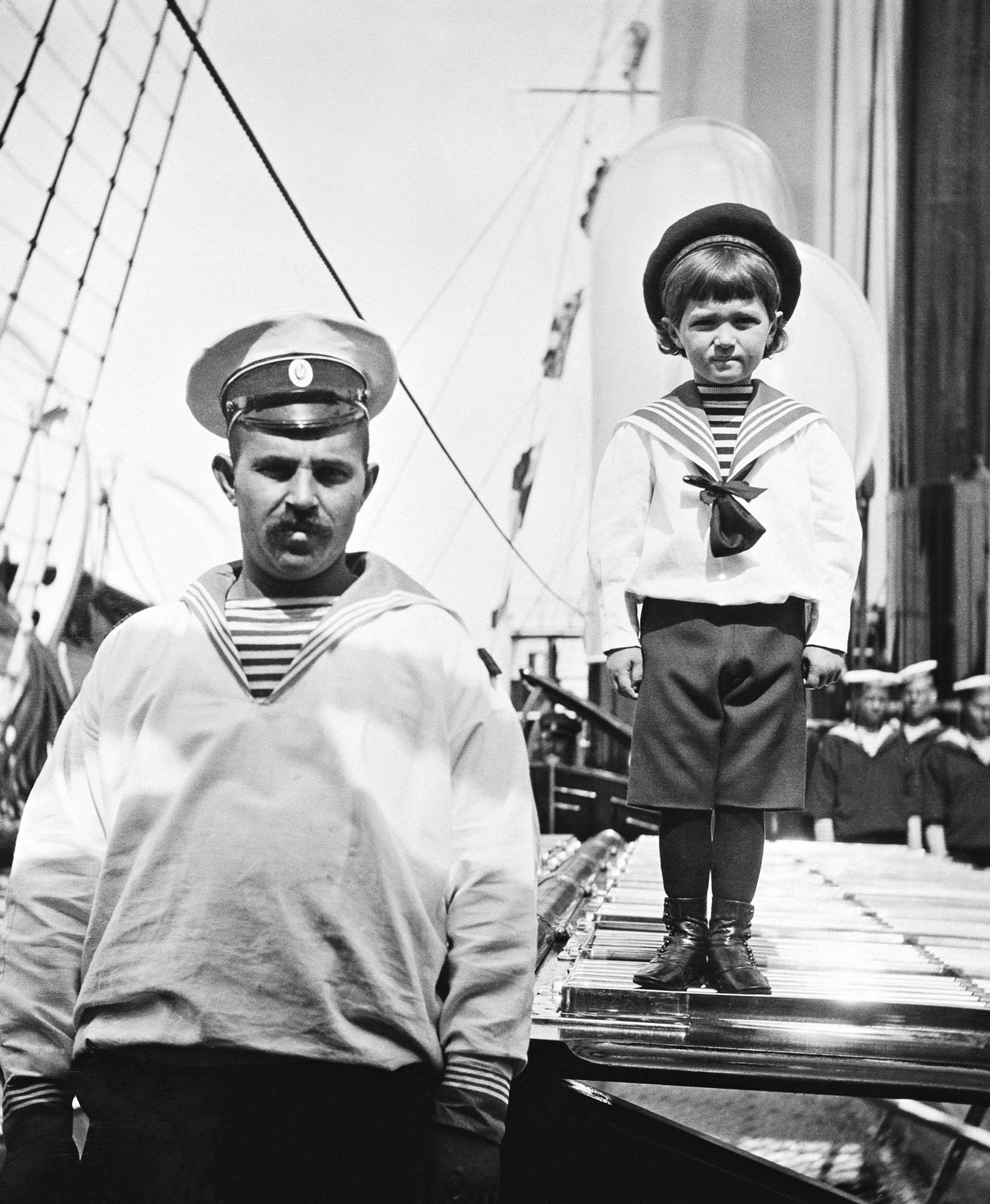
El marinero Derevenko y el zarévich Alekséi a bordo del Standart (1908).

En 1907, en las costas de Finlandia, sufrió una perforación en el casco cuando pasaba por un estrecho pasaje con un escollo desconocido en las cartas náuticas, la familia imperial fue evacuada y gracias a su compartimentación estanca no se hundió y pudo ser recuperado y reparado. Por orden del zar se obligó al silencio a toda la tripulación hasta que no concluyesen las investigaciones.
En el mismo yate anclado en Sebastopol, el zar Nicolás II recibió las noticias del asesinato del archiduque Francisco Fernando de Austria, que daría origen a la Primera Guerra Mundial. El zar ordenó que el yate se colocase en dique seco en Krondstad, nunca más volvería a utilizarlo.
Después de la Revolución rusa, en 1918 el Standart II fue despojado de sus lujos e incluido en la flota de los Sóviet cambiándosele el nombre a Vosemnádtsatoe Marta (18 de marzo, en honor a la Comuna de París). Más tarde en honor a André Marty, fue cambiado a Martí, siendo transformado totalmente a un buque de guerra, sirviendo como un simple buque minador.

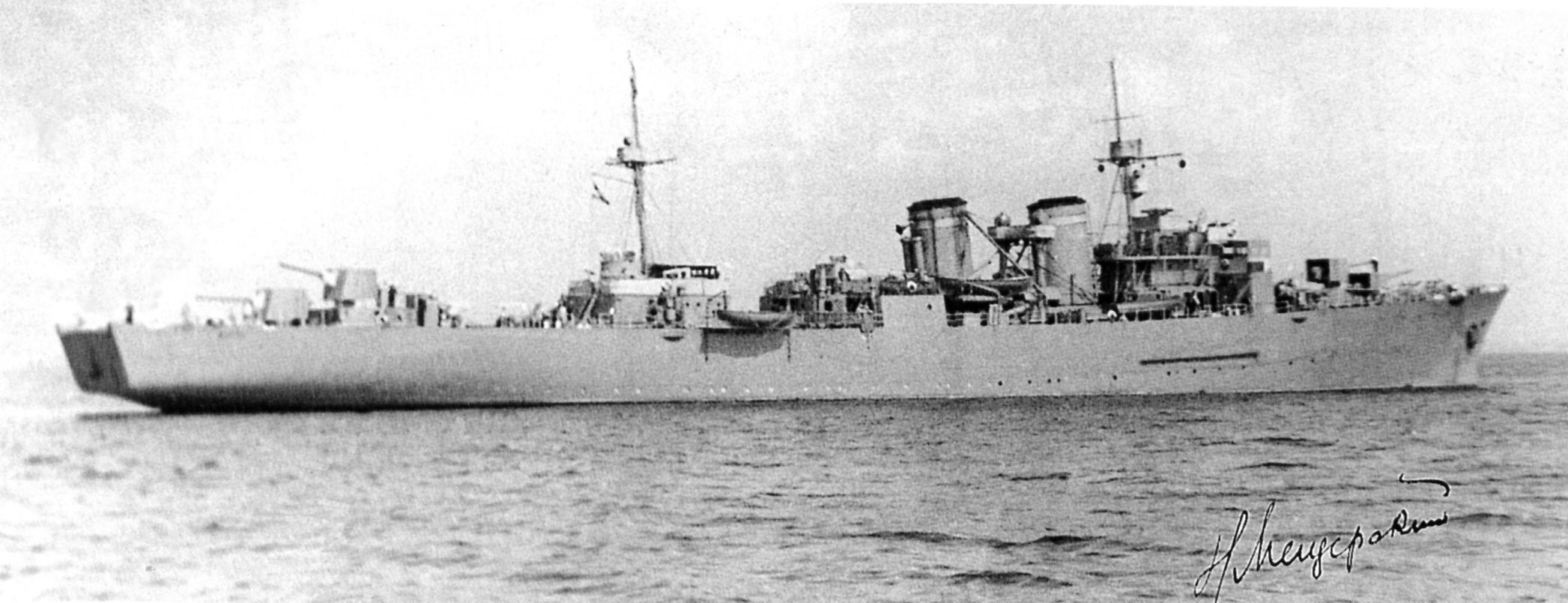
Minador Martí en 1942.

Se mantuvo siempre en Kronstadt - Leningrado (Ex-Petrogrado), y durante la Segunda Guerra Mundial sirvió como apoyo a la infantería rusa y de la marina durante el sitio de Leningrado impuesto por la Alemania Nazi en 1941, siendo dañado durante un ataque aéreo con consecuencias menores, por lo que fue reparado.
En 1948, tras la publicación en el periódico L'Humanité de un artículo de André Marty con crítica del Partido Comunista de la Unión Soviética y del propio Stalin, el buque fue renombrado como Oká (por el río Oká). Sobrevivió a la guerra, se le cambiaron sus máquinas de carbón a diesel y sirvió como buque escuela con el nombre de Oká hasta que fue llevado a Tallin, Estonia, donde fue finalmente desguazado en 1963 después de casi 68 años de existencia.

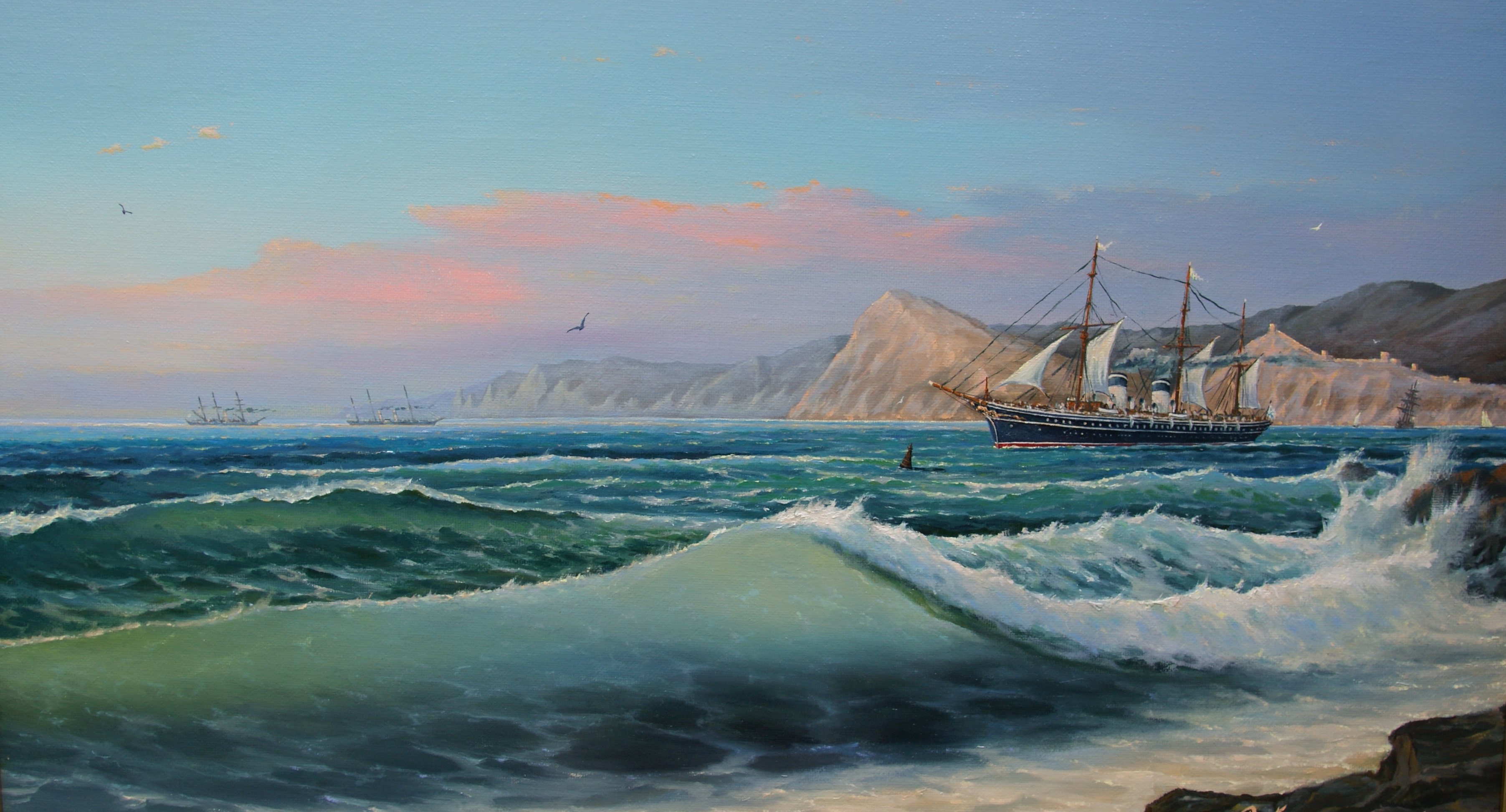
Yate imperial Standard frente a las costas de Crimea. Óleo de Vladímir Kósov

## Características
El Standart II fue construido con las mejores maderas disponibles; se proyectó con un diseño tipo clíper, con dos chimeneas inclinadas hacia atrás que daba la sensación de velocidad, sumado a un velamen tipo bergantín-goleta clíper, poseía un prolongado bauprés enchapado en láminas de oro rematado con el símbolo imperial de un águila de dos cabezas, el estilizado casco pintado en negro azabache y las chimeneas color amarillo ocre. Estos detalles lo hicieron uno de los navíos de su tipo considerado como el más hermoso de su época.
Los aposentos del Emperador estaban en la cubierta principal, los estudios y salones en el entrepuente hacia popa, la oficialidad entre las chimeneas y los marineros ocupaban el entrepuente de proa. Estaba equipado con dínamos que proporcionaban luz eléctrica. Adicionalmente contaba con sistemas que podían calentar el agua de uso doméstico. Todos los interiores estaban suntuosamente decorados con enchapados de caoba, roble y cedro.
Poseía todas las comodidades de un palacio flotante: un gran comedor para 78 personas, salas de baño con ornamentos y grifería en oro, capilla particular para uso de la familia, salón de recepción oficial y la zarina poseía además su propio salón forrado con tela de chintz en su color favorito.
Además estaba dotado de una poderosa estación telegráfica que permitía al Zar las comunicaciones con el continente.
Su casco estaba además compartimentado para proporcionar flotabilidad en el caso de sufrir algún accidente por alcance.